# سیارک ۱۵۰۷۱
سیارک ۱۵۰۷۱ (به انگلیسی: 15071 Hallerstein، نامگذاری:1999BN12) پانزده هزار و هفتاد و یکمین سیارک کشف شده‌است که در ۲۴ ژانویه ۱۹۹۹ کشف شد.
قدر مطلق سیارک برابر ۳۳.۸ است.